# Girolamo Muziano

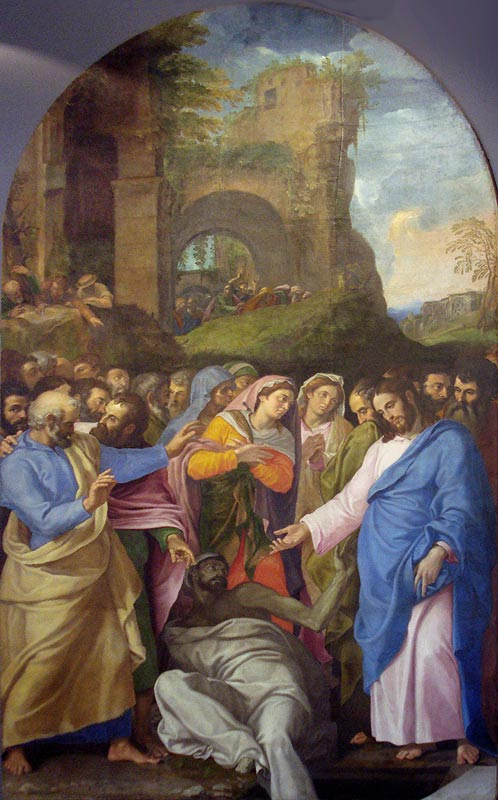
Ressurreição de Lázaro, 1556. Museo dell'Opera del Duomo, Orvieto

Girolamo Muziano (1532-1592) foi um pintor Italiano do fim do Pintura da Renascença Italiana e do Maneirismo. Nasceu em Acquafredda, perto da Brescia, mas trabalhou principlamente em Roma.
Começou a trabalhar sob a tutela de Romanino, um imitador de Ticiano. Outras forntes dizem que seu primeiro aprendizado foi com Domenico Campagnola e Lambert Sustris de 1544-46 na cidade de Pádua. Passou um tempo em Veneza até 1549, mas se mudou permanentemente para Roma em 1550. Era conhecido como Il giovane dei paesi (o jovem das paisagens).  
Pintou obras históricas em um estilo largamente baseado em Michelangelo. Seu quadro, "Ressurreição de Lázaro" (1555) foi pintado para o Palácio de Colona em Subiaco e o fez famoso. A obra foi mais tarde colocada na Basílica de Santa Maria Maior, acima do túmulo do artista; foi mais tarde transferido para o Palácio do Quirinal e agora está na Pinacoteca do Vaticano. 
Muziano tornou-se um grande artista na Roma dos anos 1570-80s, pois realizava obras que agradavam seus patronos da Contrarreforma. Seus quadros mais importantes são A Circuncisão, que estava na Igreja de Jesus, pinturas na Santa Maria in Aracoeli e "São Jerônimo rezando para os Monges no Deserto" em Santa Maria degli Angeli. Sua última obra foram dois altares para a Basílica de São Pedro durante o tempo que Muziano trabalhou como superintendente de obras para o Papa Gregório XIII. Foi também responsável por re-fundar a Academia de São Lucas, em Roma. Outras de suas obras podem ser vistas na Santa Caterina dei Funari, no Palazzo Colonna, no Museu da Catedral de Orvieto e na Igreja de São Francisco em Frascati.
Morreu em 1592 e foi enterrado na Basílica de Santa Maria Maior.